# 瓜伊馬羅
瓜伊馬羅是古巴的城鎮，属卡馬圭省，始建於1924年，面積1,847平方公里，海拔高度80米，2004年人口普查數為57,086人，人口密度為每平方公里30.9人。

## 外部連結
- （西班牙文） Camaguey-Guaimaro
- （西班牙文） Town history （页面存档备份，存于）